# Nine Million Bicycles
Nine Million Bicycles è un singolo della cantante Katie Melua pubblicato nel settembre 2005, primo estratto dall'album Piece by Piece.

## Il disco
Il brano è stato scritto e prodotto da Mike Batt e ha raggiunto la posizione numero cinque nella classifica britannica diventando il primo singolo in top 5 della Melua, anche se in realtà in precedenza aveva partecipato al Band Aid 20 che nel 2004 avevano raggiunto la vetta della classifica con la loro versione di Do They Know It's Christmas?.
Secondo la Melua, l'ispirazione per il brano venne, nel periodo in cui la sua interprete mostrò alla cantante ed al suo manager Mike Batt la Cina. L'interprete diede loro informazioni circa la città di Pechino in cui si trovavano, dicendo loro come nella città ci fossero circa nove milioni di biciclette. Due settimane dopo, al loro ritorno in Inghilterra, Batt scrisse la canzone intorno al concetto dei nove milioni di biciclette. Adrian Brett, che nel brano suona il flauto contribuì alla stesura del testo. Nel brano sono stati usati anche una ocarina ed un Flauto indiano..

## Il video
Il video del singolo, diretto da Kevin Godley, vede la Melua essere trascinata dalla corrente lungo una varietà di ambienti diversi, fra cui anche Pechino.

## Controversie
Il 30 settembre dello stesso anno, dalle pagine del prestigioso The Guardian lo scienziato e divulgatore Simon Singh criticò il testo di Nine Million Bicycles, in quanto considerava un attacco all'accuratezza dei calcoli dei cosmologi il passaggio:
Il Guardian ricevette molte lettere dei lettori, pro e contro: il 15 ottobre Melua e Singh parteciparono a un faccia a faccia nel Today programme della BBC, e Melua presentò un nuovo testo che includeva gli emendamenti di Singh:
Entrambe le parti quindi convennero che il nuovo testo aveva meno probabilità di ottenere successo commerciale, così il problema di accuratezza scientifica venne risolto come una licenza poetica. Melua rivelò che avrebbe dovuto saperlo, avendo fatto parte del club di astronomia a scuola.

## Tracce
CD-Maxi Dramatico 0000125DRA (Phonag) [ch] / EAN 0802987002028
1. Nine Million Bicycles - 3:15
2. Market Day In Guernica - 4:02
3. Stardust - 4:10

## Classifiche
| Chart (2005/2006)         | Peak Position |
| ------------------------- | ------------- |
| Belgium Singles Chart     | 4             |
| France Singles Chart      | 56            |
| Germany Singles Chart     | 31            |
| Ireland Singles Chart     | 11            |
| Italian Singles Chart     | 17            |
| Netherlands Singles Chart | 2             |
| Norway Singles Chart      | 10            |
| Poland Singles Chart      | 2             |
| Switzerland Singles Chart | 43            |
| Taiwan Singles Chart      | 1 (1 week)    |
| UK Singles Chart          | 5             |
| Europe Official Top 100   | 12            |